# Grand Prix automobile de Monaco 2004
GP précédent GP suivant
Le Grand Prix automobile de Monaco 2004 (Formula 1 Grand Prix de Monaco 2004), disputé le 23 mai 2004 sur le circuit de Monaco, est la 719e épreuve du championnat du monde de Formule 1 courue depuis 1950. Il s'agit de la 62e édition du Grand Prix de Monaco, la 51e comptant pour le championnat du monde de Formule 1 et la sixième manche du championnat 2004.

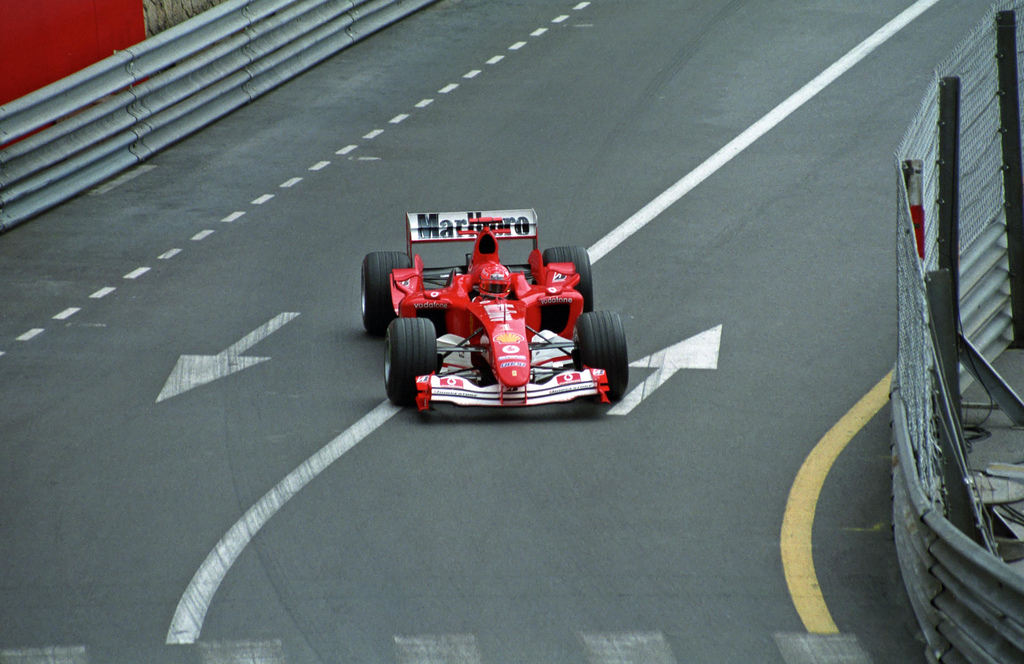
Michael Schumacher, sur la Ferrari F2004.

Michael Schumacher, sur la Ferrari F2004.

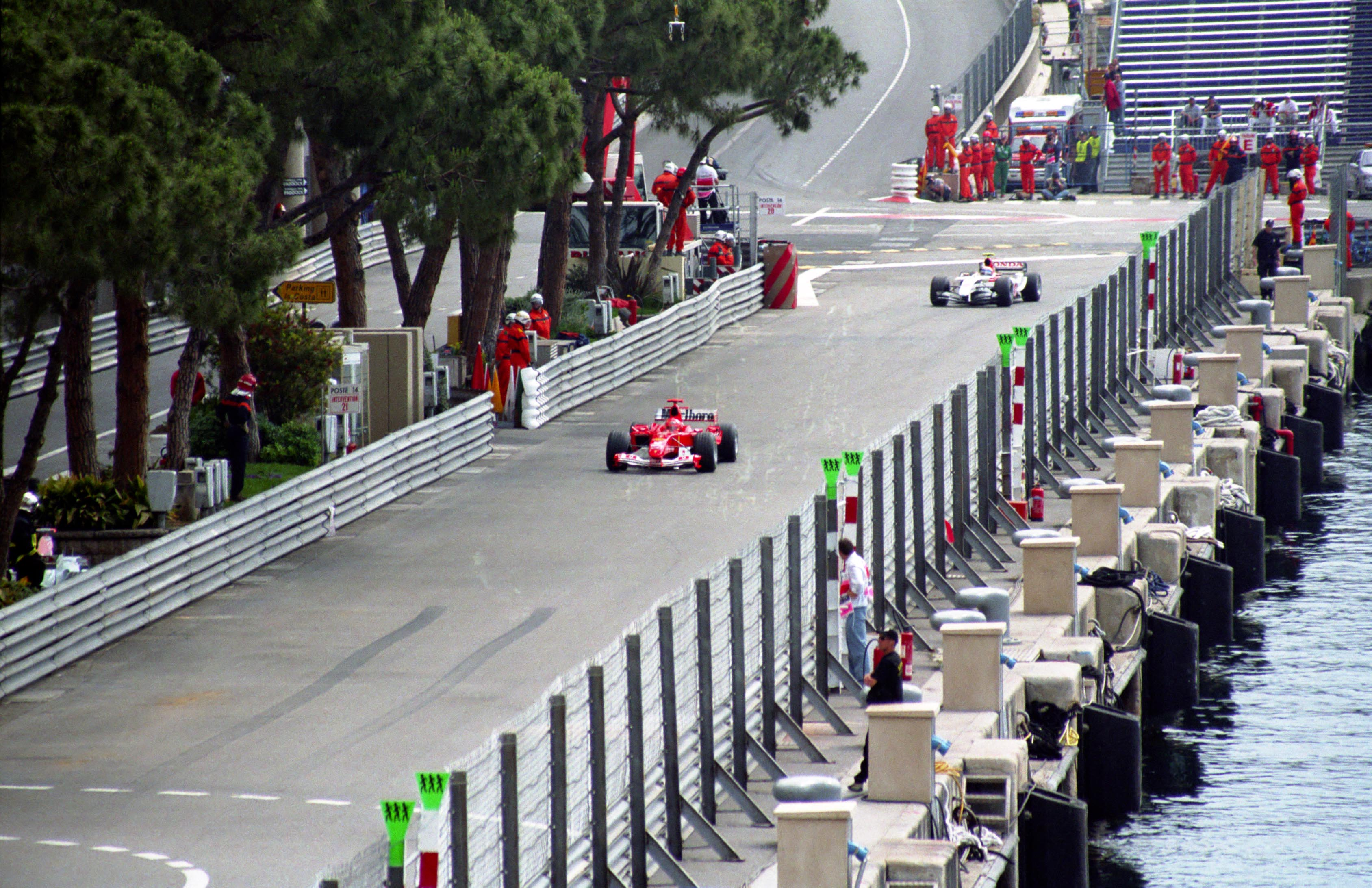
Michael Schumacher suivi de Takuma Satō lors du Grand Prix de Monaco 2004.

## Course

### Classement de la course
| Pos. | No | Pilote               | Écurie           | Tours | Temps/Abandon                      | Grille | Points |
| ---- | -- | -------------------- | ---------------- | ----- | ---------------------------------- | ------ | ------ |
| 1    | 7  | Jarno Trulli         | Renault          | 77    | 1 h 45 min 46 s 601 (145,881 km/h) | 1      | 10     |
| 2    | 9  | Jenson Button        | BAR-Honda        | 77    | + 0 s 497                          | 2      | 8      |
| 3    | 2  | Rubens Barrichello   | Ferrari          | 77    | + 1 min 15 s 766                   | 6      | 6      |
| 4    | 3  | Juan Pablo Montoya   | Williams-BMW     | 76    | + 1 tour                           | 9      | 5      |
| 5    | 12 | Felipe Massa         | Sauber-Petronas  | 76    | + 1 tour                           | 16     | 4      |
| 6    | 16 | Cristiano da Matta   | Toyota           | 76    | + 1 tour                           | 15     | 3      |
| 7    | 18 | Nick Heidfeld        | Jordan-Ford      | 75    | + 2 tours                          | 17     | 2      |
| 8    | 17 | Olivier Panis        | Toyota           | 74    | + 3 tours                          | 13     | 1      |
| 9    | 21 | Zsolt Baumgartner    | Minardi-Cosworth | 71    | + 6 tours                          | 19     |        |
| 10   | 4  | Ralf Schumacher      | Williams-BMW     | 69    | Boîte de vitesses                  | 12     |        |
| Abd. | 1  | Michael Schumacher   | Ferrari          | 45    | Accident                           | 4      |        |
| Abd. | 8  | Fernando Alonso      | Renault          | 41    | Accident                           | 3      |        |
| Abd. | 6  | Kimi Räikkönen       | McLaren-Mercedes | 27    | Pneumatiques                       | 5      |        |
| Abd. | 20 | Gianmaria Bruni      | Minardi-Cosworth | 15    | Boîte de vitesses                  | 20     |        |
| Abd. | 19 | Giorgio Pantano      | Jordan-Ford      | 12    | Transmission                       | 18     |        |
| Abd. | 14 | Mark Webber          | Jaguar-Cosworth  | 11    | Perte de contrôle                  | 11     |        |
| Abd. | 10 | Takuma Satō          | BAR-Honda        | 2     | Moteur                             | 7      |        |
| Abd. | 5  | David Coulthard      | McLaren-Mercedes | 2     | Accident                           | 8      |        |
| Abd. | 11 | Giancarlo Fisichella | Sauber-Petronas  | 2     | Accident                           | 10     |        |
| Abd. | 15 | Christian Klien      | Jaguar-Cosworth  | 0     | Accident                           | 14     |        |

### Pole position et record du tour
- Pole position :  Jarno Trulli (Renault) en 1 min 13 s 983 (162,519 km/h)[1].
- Meilleur tour en course :  Michael Schumacher (Ferrari) en 1 min 14 s 439 (161,528 km/h) au 23e tour[2].

### Tours en tête
- Jarno Trulli (Renault) : 72 tours (1-23 / 26-42 / 46-77)[3]
- Fernando Alonso (Renault) : 1 tour (24)
- Michael Schumacher (Ferrari) : 4 tours (25 / 43-45)

## Classements généraux à l'issue de la course
| Pos. | Pilote               | Écurie           | Points |
| ---- | -------------------- | ---------------- | ------ |
| 1    | Michael Schumacher   | Ferrari          | 50     |
| 2    | Rubens Barrichello   | Ferrari          | 38     |
| 3    | Jenson Button        | BAR-Honda        | 32     |
| 4    | Jarno Trulli         | Renault          | 31     |
| 5    | Juan Pablo Montoya   | Williams-BMW     | 23     |
| 6    | Fernando Alonso      | Renault          | 21     |
| 7    | Ralf Schumacher      | Williams-BMW     | 12     |
| 8    | Takuma Satō          | BAR-Honda        | 8      |
| 9    | Felipe Massa         | Sauber-Petronas  | 5      |
| 10   | David Coulthard      | McLaren-Mercedes | 4      |
| 11   | Cristiano da Matta   | Toyota           | 3      |
| 12   | Giancarlo Fisichella | Sauber-Petronas  | 2      |
| 13   | Nick Heidfeld        | Jordan-Ford      | 2      |
| 14   | Olivier Panis        | Toyota           | 1      |
| 15   | Kimi Raïkkönen       | McLaren-Mercedes | 1      |
| 16   | Mark Webber          | Jaguar-Cosworth  | 1      |

| Pos. | Écurie           | Points |
| ---- | ---------------- | ------ |
| 1    | Ferrari          | 88     |
| 2    | Renault          | 52     |
| 3    | BAR-Honda        | 40     |
| 4    | Williams-BMW     | 35     |
| 5    | Sauber-Petronas  | 7      |
| 6    | McLaren-Mercedes | 5      |
| 7    | Toyota           | 4      |
| 8    | Jordan-Ford      | 2      |
| 9    | Jaguar-Cosworth  | 1      |

## Statistiques
Le Grand Prix de Monaco 2004 représente :
- 1re et unique victoire pour Jarno Trulli.
- 17e victoire pour Renault en tant que constructeur.
- 97e victoire pour Renault en tant que motoriste.
- La course a été amputée d'un tour, passant de 78 à 77 tours, à la suite de l'annulation de la procédure de départ.
- La course est neutralisée à deux reprises, du tour no 4 au tour no 7 puis du tour no 44 au tour no 46.